# Huáscar
Huáscar Inca (/ˈwɑːskɑːr/; 1503–1532) hay còn gọi là Guazcar, là một vị Sapa Inca của đế chế Inca. Ông tại vị từ năm 1527 đến năm 1532. Ông là người kế vị cha – Huayna Capac – và anh trai mình – Ninan Cuyochi – cả hai đều chết vì bệnh đậu mùa khi tham gia chiến dịch gần Quito.:112,117–119